# Pedro Araújo
Pedro Araújo (* 2. Juli 1993 in San Cristóbal, Dominikanische Republik) ist ein ehemaliger dominikanischer Baseballspieler der Major League Baseball (MLB). Er spielte bei den Baltimore Orioles als Pitcher. Sein Debüt in der MLB feierte er am 31. März 2018.

## Karriere

### Chicago Cubs
Araújo unterschrieb als Free Agent bei den Chicago Cubs. Er verbrachte den größten Teil der Saison 2017 mit den Myrtle Beach Pelicans in der High-A Carolina League und trat auch kurz für die Tennessee Smokies in der Double-AA Southern League auf. Araújo erreichte einen earned run average (ERA) von 1,76 mit 87 Strikeouts in 66 2⁄3 Innings.

### Baltimore Orioles
Die Orioles wählten Araújo aus der Chicago Cubs Organisation im Rule 5 Draft 2017. Er schaffte es in den 25-Spieler-Kreis der Orioles am Opening Day der MLB und gab sein Debüt in der Major League am 31. März 2018. Am 3. April 2019 wurde Araujo, nach der Beförderung von Matt Wotherspoon, aus dem Majore League Roster entfernt. Araujo wurde am 5. April an die Chicago Cubs zurückgegeben. Am selben Tag wurde Araujo gegen internationales Pool Money an die Orioles zurückgetauscht. Seit dem Zeitpunkt spielt er für diverse Minore League Teams in der Orioles Organisation. Nach der Saison 2019 wurde er ein Free Agent.
Am 20. Januar 2020 unterschrieb Araújo bei den Diablos Rojos del México in der mexikanischen Liga. Araújo bestritt 2020 kein einziges Spiel, da die Saison der mexikanischen Liga wegen der COVID-19-Pandemie abgesagt wurde. Nach der Saison 2020 wurde er wieder zu einem Free Agent.